# تأسيس روما

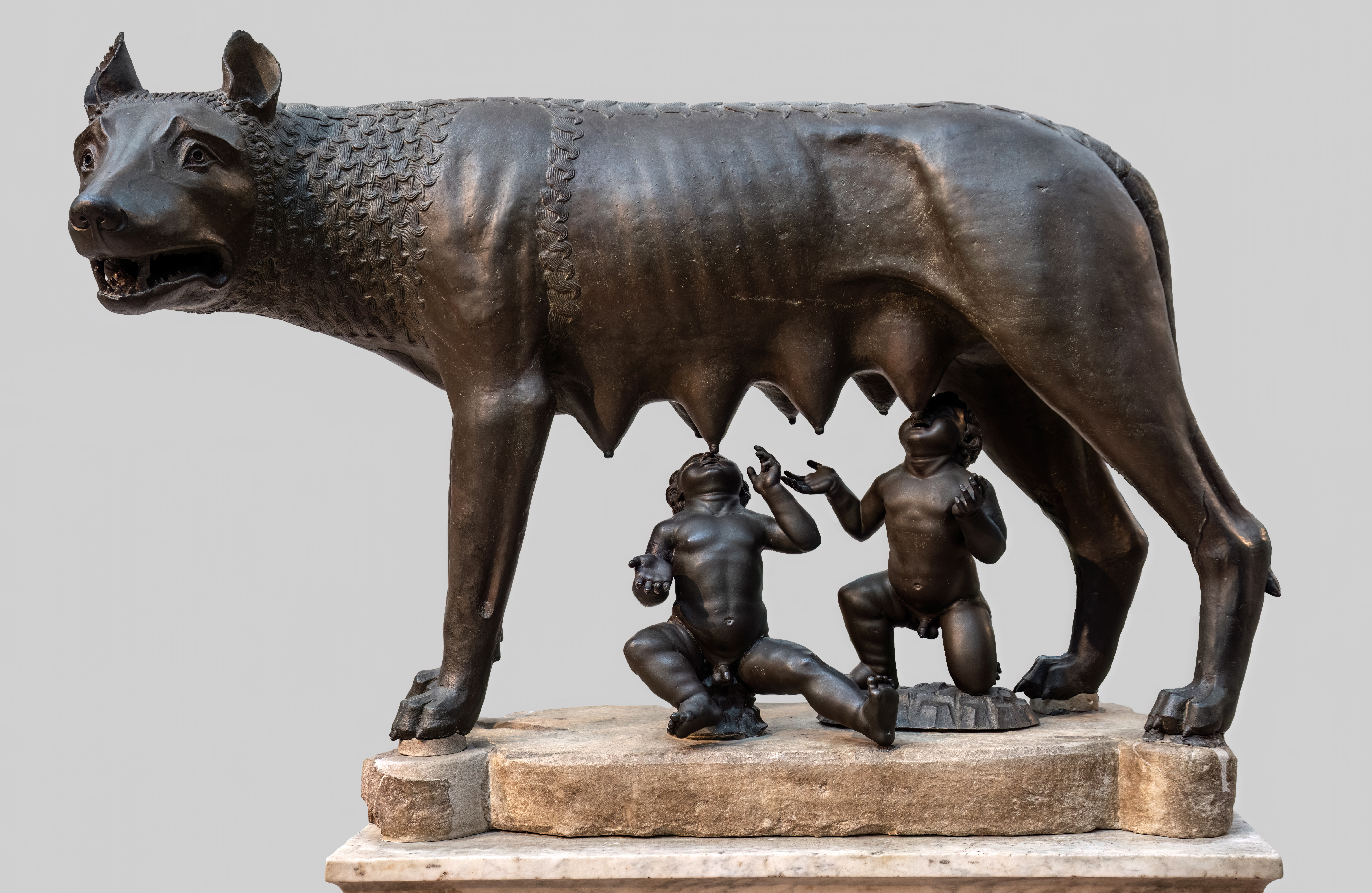
حسب أسطورة تأسيس روما، كانت هذه الذئبة الرماديَّة هي من رعى وأطعم التوأمين رومولوس ورموس في طفولتهما، واللَّذين أسَّسا فيما بعد مدينة روما. لذلك فإنَّ رسومات وتماثيل هذه الذئبة هي أكثر تمثيلٍ معروف لحدث تأسيس المدينة.

تأسيس مدينة روما هو حدثٌ تاريخي هام لا زال قيد الدراسة، حيث تنقسم المعلومات المتاحة عنه إلى أساطير شديدة القدم وأبحاثٍ آثاريَّة حديثة. رغم قدم الأساطير المدوَّنة عن تأسيس روما الأوَّل، إلا أنَّ أقدمها كتبت بعد مئات السنين من ظهور المدينة الفعليّ، ولذلك فإنَّ الاعتماد عليها غير ممكن، أما المسوحات الآثارية فإن نتائجها تتغيَّر باستمرار مع حدوث الاكتشافات الجديدة. اختلق الرومان حكاية أسطوريَّة طويلة ومعقَّدة عن أصل مدينتهم، واتحدت هذه الحكاية مع كتابات ليفيوس وأشعار ورغيليوس وأوفيد التي أُلِّفَت خلال عهد الإمبراطور أغسطس. وقد جرى تدريجياً دمج هذه النصوص القديمة معاً وتحويلها إلى أسطورة موحَّدة أكثر تفصيلاً. تعتمد بحوث المؤرخين والآثاريِّين الحديثة في جانبٍ منها على تلك الأسطورة القديمة وعلى مصادر مكتوبة أخرى، كما أنها تعتمد على ما اكتشف خلال المسوحات الأثرية الكثيرة من آثار قديمة، وهي لا زالت تحاول إعادة بناء الأحداث الحقيقيَّة لتأسيس روما، وحسبما تظهر هذه البحوث والدراسات فإنَّ جزءاً ما من أسطورة تأسيس المدينة يحمل أصلاً من الحقيقة.
لفترةٍ طويلة كان يفترض أن المؤسِّسين الحقيقيِّين لمدينة روما هما قوم الإتروسكانيين، الذين كانوا قد استقرُّوا في المنطقة المجاورة منذ القرن السادس قبل الميلاد، إلا أنَّ الدلائل الأثرية المكتشفة حديثاً تشكِّك بمدى صحَّة هذا الافتراض. إن التاريخ الدقيق لتأسيس مدينة روما لا زال مجهولاً، لكن بعض الباحثين - مثل تم كورنل - يعتقدون أنَّه كان في حوالي القرن الثامن قبل الميلاد، ويزعم المؤرخ ماركوس تيرينتيوس فارفو (الذي عاش خلال عهد الإمبراطور الأول أغسطس: 116 - 27 ق م) أنَّ تاريخ تأسيس المدينة هو 21 أبريل سنة 753 ق م، معتمداً في هذا التاريخ على منجّم روماني عاش في زمنه اسمه لوسيوس تاروتيوس فرمانوس. ثمَّة نقطة جدلية أخرى في تاريخ روما المبكّر، هو أصل اسمها، فرغم أنَّ الحكاية الأسطورية تُرجِعه إلى اسم مؤسس المدينة "رمولوس"، إلا أنَّ العديد من الباحثين حالياً يرجعونه إلى أصولٍ أخرى.

## الموقع والتاريخ
كان أول سُكَّان منطقة روما الحالية من اللاتين والسابينيِّين، وهم أقوام هندو أوروبيَّة دخلت شبه الجزيرة الإيطالية قادمةً شمالاً من وسط أوروبا على دفعاتٍ متتالية خلال الألف الثاني قبل الميلاد. قطنت هذه القبائل المهاجرة منطقةً من جنوب ولاية لاتسيو عُرِفَت باسم Latin Vetusnt. اختلفت القبائل المهاجرة إلى المنطقة في أصولها العرقيَّة ولغاتها وتقاليدها، ولذلك قطنت أقاليم مختلفةً وعاشت بشيءٍ من الانعزال عن بعضها بعضاً، لكن مع انتشارها عبر أنحاء إيطاليا المختلفة، بدأت هذه القبائل بالاحتكاك مع شعبَين قطنا المنطقة بتلك الفترة، هم الإغريق والإتروسكانيُّون. استقرَّ ثانيهما - الإتروسكانيون - في موقع شمال مدينة روما الحالية (يشمل أجزاءً من ولايات لاتسيو وتوسكانا وأومبريا الحديثة)، وبنوا هناك حضارةً مزدهرة، فبحلول القرن الثامن قبل الميلاد كانوا قد أسَّسوا العديد من المدن المعروفة مثل تاركوينيا وفيوس وفولتيرا. رغم ذلك، فإنَّ أصول الحضارة الإتروسكانية لا زالت مجهولة، وكلُّ ما هو معروفٌ عنهم مستمد من الدلائل الأثرية التي اكتشفت في مدنهم الجنائزيَّة (Necropolis). من جهةٍ أخرى، كان الإغريق بدورهم قد بدؤوا يستقرُّون في إيطاليا خلال الفترة ذاتها، فأسَّسوا المستعمرات المعروفة باسم ماغنا غراسيا أو اليونان العظيمة بين سنتي 750 و550 ق م.

## هوامش
1. ↑  Além destes podem-se citar os vênetos, que se estabeleceram no norte da península, os أمبرو (شركة)، oscos، tadiates، tadinates، ausônios، samnitas، لوكاني، rútulos، picenos، bretões, etc. na Itália Central, os sículos، sicanos e elímios na Sicília, todos eles formando um agrupamento denominado itálico ou italiota. Entre os séculos قالب:AC a população da península Itálica dividiu-se em dois grupos principais: os osco-úmbrios e os latinos. Estes povos, dos quais o latim se originou, têm origens comuns.
2. ↑  Latim Vetus, segundo Plínio, o Velho, dividia-se em 30 comunidades latinas que se uniram nos chamados povos albenses (الليتوانية: populi albenses), uma confederação de estados latinos.[8]
3. ↑  Não há consenso entre os estudiosos quanto às origens etruscas. Mesmo entre os antigos havia divergências na interpretação: Heródoto imaginava-os como lídios, enquanto Dionísio de Halicarnasso como autóctones. Estudos modernos, baseados em resultados genéticos, apontam para uma origem oriental, porém muitos estudiosos, ao considerarem afinidades de cultura material entre etruscos e a cultura Vilanoviana, veem a possibilidade duma origem italiana.